# Арчиновица (Селиште)
Арчиновица је археолошки локалитет недалеко од насеља Селиште, на територији општине Трстеник који датира из 9. или 10. века. Истраживања су током 2022. обављали археолози са Археолошког института у Београду и Народног музеја у Крушевцу.

## Историјат
Археолошки локалитет Арчиновица смештен је у атару насеља Селиште, на граници трстеничке и крушевачке општине и простире се на 3,5 хектара. Током истраживања обављаних 2022. године откривени су остаци ранословенског насеља из 9. и 10. века али и остаци објеката из млађег гвозденог доба.
Остаци ранословенског насеља представљају две полуукопане земунице из 9. века у којима је пронађен велик број карактеристичне грнчарије рађене на старом витлу. У једном објекту, археолози су наишли на простор за седење и отиске стубова, док богатији налази у другом објекту указује на његов стални стамбени карактер. Пронађени су и гвоздени предмети, металне згуре, доста животињских костију међу којима и део јеленског рога.
На хоризонту који датира из млађег гвозденог доба, археолози су до сада пронашли две латенске куће из 4. и 3. века пре наше ере и предмете карактеристичне за тај период међу којима су глачана, сива грнчарија и бронзана фибула.